# Danh sách tập phim Kobato - những viên kẹo hạnh phúc

Bìa DVD đầu tiên phát hành bởi Madhouse.

Kobato - những viên kẹo hạnh phúc phiên bản anime 24 tập được chuyển thể từ manga cùng tên của CLAMP. Xê-ri được ra mắt vào mùa thu 2009, với phần đồ họa của Madhouse cùng biên kịch là Ohkawa Nanase của CLAMP và Yokote Michiko tác giả XxxHolic. anime bắt đầu phát sóng từ 6 tháng 10 năm 2009.

## Danh sách tập
| #  | Tên tập phim                                                                          | Ngày phát sóng gốc        | Ngày phát sóng tiếng Việt |
| -- | ------------------------------------------------------------------------------------- | ------------------------- | ------------------------- |
| 01 | "...A Girl's Wish" "… Negau Shōjo." (…願う少女。)                                     | ngày 6 tháng 10 năm 2009  | 22 tháng 9 năm 2010       |
| 02 | "...The Shining Kompeito" "… Konpeitō no Kagayaki." (…コンペイトウの輝き。)           | ngày 13 tháng 10 năm 2009 | 23 tháng 9 năm 2010       |
| 03 | "A Gift from the Rain" "… Ame no Okurimono." (…雨の贈りもの。)                        | ngày 20 tháng 10 năm 2009 | 24 tháng 9 năm 2010       |
| 04 | "Spring Green and the Flutter of the Heart" "… Aoba no Tokimeki." (…青葉のときめき。) | ngày 27 tháng 10 năm 2009 | 28 tháng 9 năm 2010       |
| 05 | "...Firefly Promise" "… Hotaru no Yakusoku." (…ホタルのやくそく。)                    | ngày 10 tháng 11 năm 2009 | 29 tháng 9 năm 2010       |
| 06 | "...Hide-and-Seek" "… Chiisana Kakurenbo." (…小さなかくれんぼ。)                      | ngày 17 tháng 11 năm 2009 | 30 tháng 9 năm 2010       |
| 07 | "...Gentle Person" "… Yasashii Hito." (…やさしいひと。)                               | ngày 24 tháng 11 năm 2009 | 1 tháng 10 năm 2010       |
| 08 | "...A Kitten's Lullaby" "… Koneko no Komoriuta." (…こねこの子守歌。)                  | ngày 1 tháng 12 năm 2009  | 5 tháng 10 năm 2010       |
| 09 | "...Memories of Summer" "… Natsu no Kioku." (…夏の記憶。)                             | ngày 8 tháng 12 năm 2009  | 6 tháng 10 năm 2010       |
| 10 | "...The Boy's Organ Days" "… Orugan to Shōnen no Hi." (…オルガンと少年の日。)         | ngày 15 tháng 12 năm 2009 | 7 tháng 10 năm 2010       |
| 11 | "..Detective Kobato Hanato" "… Tantei Hanato Kobato." (…探偵 花戸小鳩。)              | ngày 22 tháng 12 năm 2009 | 8 tháng 10 năm 2010       |
| 12 | "...Silver Eyes" "… Gin'iro no Hitomi." (…銀色の瞳。)                                 | ngày 5 tháng 1 năm 2010   | 12 tháng 10 năm 2010      |
| 13 | "...Angel and the Protector" "… Tenshi to Mamoribito." (…天使と守り人。)              | ngày 12 tháng 1 năm 2010  | 13 tháng 10 năm 2010      |
| 14 | "...Twilight Search" "… Tasogare no Sagashimono." (…黄昏の探しもの。)                 | ngày 19 tháng 1 năm 2010  | 14 tháng 10 năm 2010      |
| 15 | "...Hidden Prayer" "… Himetaru Inori." (…秘めたる祈り。)                              | ngày 26 tháng 1 năm 2010  | 15 tháng 10 năm 2010      |
| 16 | "...Mysterious Life-Form" "… Nazo no Seimeitai." (…謎の生命体。)                      | ngày 2 tháng 2 năm 2010   | 19 tháng 10 năm 2010      |
| 17 | "...Mysterious Life-Form II" "… Nazo no Seimeitai, Ni-gō." (…謎の生命体、2号。)       | ngày 9 tháng 2 năm 2010   | 20 tháng 10 năm 2010      |
| 18 | "...Warmth of the Wintry Wind" "… Kogarashi no Nukumori." (…木枯らしのぬくもり。)     | ngày 16 tháng 2 năm 2010  | 21 tháng 10 năm 2010      |
| 19 | "...White Christmas" "… Howaito Kurisumasu." (…ホワイトクリスマス。)                  | ngày 23 tháng 2 năm 2010  | 22 tháng 10 năm 2010      |
| 20 | "...The Travelers" "… Tabi o Suru Hito." (…旅をするひと。)                            | ngày 2 tháng 3 năm 2010   | 26 tháng 10 năm 2010      |
| 21 | "...Footsteps of Spring" "… Haru no Ashioto." (…春の足音。)                           | ngày 9 tháng 3 năm 2010   | 27 tháng 10 năm 2010      |
| 22 | "...Day to Say Goodbye" "… Sayonara no Hi." (…さよならの日。)                         | ngày 16 tháng 3 năm 2010  | 28 tháng 10 năm 2010      |
| 23 | "...Kobato's Wish" "… Kobato no Negai." (…こばとの願い。)                             | ngày 23 tháng 3 năm 2010  | 29 tháng 10 năm 2010      |
| 24 | "The Day to Come..." "Ashita Kuru Hi…" (あした来る日…。)                              | ngày 23 tháng 3 năm 2010  | 2 tháng 11 năm 2010       |